# جندیرس
جندیرس (به عربی: جندیرس) یک شهری کرد‌نشین در شمال‌غرب سوریه است که در منطقه عفرین واقع شده‌است. این شهر، پس از شروع جنگ داخلی سوریه، در سال ۲۰۱۲ از زیر سیطره حکومت بشار اسد خارج شده و تحت کنترل قوای کرد نیروهای دموکراتیک سوریه بود. در سال ۲۰۱۸، ترکیه و میلیشیاهای متحد آن، منطقه عفرین و شهر جندیرس را اشغال کردند، که در پی آن، تعداد زیادی از ساکنین کرد شهر مجبور به ترک شهر و آوارگی شدند. ارتش اشغال‌گر ترکیه متهم به اقدام تغییر بافت جمعیتی شهر و منطقه، به وسیله سکنی کردن آوارگان عرب سنی از سایر نقاط سوریه در منازل متروکه آوارگان کردی شهر است.

## خصوصیات
پیش از جنگ داخلی سوریه، جندیرس ۱۳٬۶۶۱ نفر جمعیت داشت.